# Пивер (Јужна Дакота)
Пивер (енгл. Peever) град је у америчкој савезној држави Јужна Дакота.

## Демографија
По попису из 2010. године број становника је 168, што је 41 (-19,6%) становника мање него 2000. године.
| Група             | 2000.      | 2010.      |
| Белци             | 66 (31,6%) | 48 (28,6%) |
| Афроамериканци    | 1 (0,5%)   | 0 (0,0%)   |
| Азијати           | 0 (0,0%)   | 0 (0,0%)   |
| Хиспаноамериканци | 3 (1,4%)   | 4 (2,4%)   |
| Укупно            | 209        | 168        |